# Édouard Marcelle
Édouard Marcelle (francès: Édouard Charles Georges Marcelle)  (Reims, 1 d'octubre de 1909 - Reims, 9 de novembre de 2001) fou un remer francès que va competir durant la dècada de 1920.
El 1928 va prendre part en els Jocs Olímpics d'Amsterdam, on disputà la prova del dos amb timoner del programa de rem. Formant equip amb el seu germà Armand Marcelle i Henri Préaux guanyà la medalla de plata.